# Campeonato Asiático de Clubes de Voleibol Masculino de 2023
O Campeonato Asiático de Clubes de Voleibol Masculino de 2023 foi a 23.ª edição deste torneio organizado anualmente pela Confederação Asiática de Voleibol (AVC), que foi disputado entre os dias 14 e 21 de maio, na cidade de Manama, no Barém.
A equipe do Suntory Sunbirds conquistou o título asiático ao vencer o Jakarta Bhayangkara Presisi da Indonésia, tornando-se a primeira equipe japonesa a vencer o Campeonato Asiático de Clubes. O time catariano Police Volleyball Qatar assegurou o terceiro lugar na competição ao vencer o Shahdab Yazd do Irã. O oposto russo Dmitriy Muserskiy foi eleito o melhor jogador do torneio.

## Formato de disputa
O torneio foi dividido em três fases: a fase preliminar, a fase classificatória e a fase final. A fase preliminar consistiu em um único turno, no qual todas as equipes do grupo se enfrentaram. As duas melhores equipes de cada grupo avançaram para os grupos E e F. Em seguida, os dois melhores colocados desses grupos disputaram as semifinais, enquanto as equipes restantes competiram pelas colocações do 5º ao 8º lugar. As equipes remanescentes foram classificadas nos grupos G e H, onde disputaram as colocações do 9º ao 16º lugar.

### Critérios de desempate
1. Número de vitórias
2. Número de pontos
3. Razão de sets
4. Razão de pontos

- Partida com resultado final 3–0 ou 3–1: 3 pontos para o vencedor e 0 pontos para o perdedor.
- Partida com resultado final 3–2: 2 pontos para o vencedor e 1 ponto para o perdedor.

## Equipes participantes
As seguintes equipes foram selecionadas a competir o torneio:
| Grupo                   | Equipe                      | País                                         | Qualificação                                 |
| A                       |                             |                                              |                                              |
| ----------------------- | --------------------------- | -------------------------------------------- | -------------------------------------------- |
| A                       | Al-Ahli Bahrain             | Bahrein                                      | Campeão do Campeonato Baireinita de 2021–22  |
| A                       | Incheon Korean Air Jumbos   | Coreia do Sul                                | Campeão do Campeonato Coreano de 2022–23     |
| A                       | Canberra Heat               | Austrália                                    | Campeão do Campeonato Australiano de 2022    |
| A                       | Jakarta Bhayangkara Presisi | Indonésia                                    | Vice-campeão do Campeonato Indonésio de 2023 |
| B                       |                             |                                              |                                              |
| Shahdab Yazd            | Irão                        | Campeão do Campeonato Iraniano de 2021–22    |                                              |
| South Gas SC            | Iraque                      | Campeão do Campeonato Iraquiano de 2021–22   |                                              |
| Taichung Bank           | Taipé Chinesa               |                                              |                                              |
| Kam Air VC              | Afeganistão                 |                                              |                                              |
| C                       |                             |                                              |                                              |
| Suntory Sunbirds        | Japão                       | Campeão do Campeonato Japonês de 2021–22     |                                              |
| Diamond Food VC         | Tailândia                   | Campeão do Campeonato Tailandês de 2021–22   |                                              |
| Bayankhongor VC         | Mongólia                    | Campeão do Campeonato Mongol de 2022         |                                              |
| Khaybal Club            | Iêmen                       |                                              |                                              |
| D                       |                             |                                              |                                              |
| Atyrau VC               | Cazaquistão                 | Campeão do Campeonato Cazaque de 2021–22     |                                              |
| Police Volleyball Qatar | Catar                       | Vice-campeão do Campeonato Catari de 2021–22 |                                              |
| Aspiring VT             | Hong Kong                   |                                              |                                              |
| Kuwait Club             | Kuwait                      | Campeão do Campeonato Kuwaitiano de 2022–23  |                                              |

## Fase preliminar
- As partidas seguem o horário local (UTC+3).

|  | Classificado para o Grupo E |
|  | Classificado para o Grupo F |
|  | Classificado para o Grupo G |
|  | Classificado para o Grupo H |

### Grupo A
|     |                             |     | Jogos | Jogos | Jogos | Resultados | Resultados | Resultados | Resultados | Resultados | Resultados | Sets | Sets | Sets  | Pontos | Pontos | Pontos |
| Pos | Equipe                      | Pts | T     | V     | D     | 3–0        | 3–1        | 3–2        | 2–3        | 1–3        | 0–3        | V    | P    | R     | V      | P      | R      |
| --- | --------------------------- | --- | ----- | ----- | ----- | ---------- | ---------- | ---------- | ---------- | ---------- | ---------- | ---- | ---- | ----- | ------ | ------ | ------ |
| 1   | Jakarta Bhayangkara Presisi | 7   | 3     | 2     | 1     | 1          | 1          | 0          | 1          | 0          | 0          | 8    | 4    | 2,000 | 277    | 249    | 1.112  |
| 2   | Incheon Korean Air Jumbos   | 6   | 3     | 2     | 1     | 2          | 0          | 0          | 0          | 1          | 0          | 7    | 3    | 2.333 | 241    | 208    | 1.159  |
| 3   | Al-Ahli Bahrain             | 5   | 3     | 2     | 1     | 1          | 0          | 1          | 0          | 0          | 1          | 6    | 5    | 1.200 | 248    | 235    | 1.055  |
| 4   | Canberra Heat               | 0   | 3     | 0     | 3     | 0          | 0          | 0          | 0          | 0          | 3          | 0    | 9    | 0,000 | 151    | 225    | 0.671  |

| Data   | Hora  |                             | Placar |                             | Set 1 | Set 2 | Set 3 | Set 4 | Set 5 | Total   | Relatório |
| ------ | ----- | --------------------------- | ------ | --------------------------- | ----- | ----- | ----- | ----- | ----- | ------- | --------- |
| 14 mai | 16:30 | Canberra Heat               | 0–3    | Incheon Korean Air Jumbos   | 11–25 | 21–25 | 12–25 |       |       | 44–75   | Relatório |
| 14 mai | 19:00 | Al-Ahli Bahrain             | 3–2    | Jakarta Bhayangkara Presisi | 26–28 | 25–23 | 20–25 | 25–18 | 15–6  | 111–100 | Relatório |
| 15 mai | 16:30 | Jakarta Bhayangkara Presisi | 3–0    | Canberra Heat               | 25–9  | 25–23 | 25–15 |       |       | 75–47   | Relatório |
| 15 mai | 19:00 | Al-Ahli Bahrain             | 0–3    | Incheon Korean Air Jumbos   | 19–25 | 21–25 | 22–25 |       |       | 62–75   | Relatório |
| 16 mai | 16:30 | Incheon Korean Air Jumbos   | 1–3    | Jakarta Bhayangkara Presisi | 28–30 | 17–25 | 25–22 | 21–25 |       | 91–102  | Relatório |
| 16 mai | 19:00 | Al-Ahli Bahrain             | 3–0    | Canberra Heat               | 25–21 | 25–19 | 25–20 |       |       | 75–60   | Relatório |

### Grupo B
|     |               |     | Jogos | Jogos | Jogos | Resultados | Resultados | Resultados | Resultados | Resultados | Resultados | Sets | Sets | Sets  | Pontos | Pontos | Pontos |
| Pos | Equipe        | Pts | T     | V     | D     | 3–0        | 3–1        | 3–2        | 2–3        | 1–3        | 0–3        | V    | P    | R     | V      | P      | R      |
| --- | ------------- | --- | ----- | ----- | ----- | ---------- | ---------- | ---------- | ---------- | ---------- | ---------- | ---- | ---- | ----- | ------ | ------ | ------ |
| 1   | Shahdab Yazd  | 9   | 3     | 3     | 0     | 3          | 0          | 0          | 0          | 0          | 0          | 9    | 0    | MAX   | 225    | 162    | 1.389  |
| 2   | South Gas SC  | 6   | 3     | 2     | 1     | 2          | 0          | 0          | 0          | 0          | 1          | 6    | 3    | 2,000 | 204    | 184    | 1.109  |
| 3   | Taichung Bank | 3   | 3     | 1     | 2     | 1          | 0          | 0          | 0          | 0          | 2          | 3    | 6    | 0.500 | 177    | 201    | 0.881  |
| 4   | Kam Air VC    | 0   | 3     | 0     | 3     | 0          | 0          | 0          | 0          | 0          | 3          | 0    | 9    | 0,000 | 166    | 225    | 0.738  |

| Data   | Hora  |               | Placar |               | Set 1 | Set 2 | Set 3 | Set 4 | Set 5 | Total | Relatório |
| ------ | ----- | ------------- | ------ | ------------- | ----- | ----- | ----- | ----- | ----- | ----- | --------- |
| 14 mai | 11:30 | Kam Air VC    | 0–3    | Taichung Bank | 21–25 | 16–25 | 14–25 |       |       | 51–75 | Relatório |
| 14 mai | 14:00 | South Gas SC  | 0–3    | Shahdab Yazd  | 22–25 | 14–25 | 18–25 |       |       | 54–75 | Relatório |
| 15 mai | 11:30 | Kam Air VC    | 0–3    | Shahdab Yazd  | 17–25 | 21–25 | 18–25 |       |       | 56–75 | Relatório |
| 15 mai | 14:00 | Taichung Bank | 0–3    | South Gas SC  | 16–25 | 20–25 | 14–25 |       |       | 50–75 | Relatório |
| 16 mai | 11:30 | Kam Air VC    | 0–3    | South Gas SC  | 18–25 | 22–25 | 19–25 |       |       | 59–75 | Relatório |
| 16 mai | 14:00 | Shahdab Yazd  | 3–0    | Taichung Bank | 25–13 | 25–19 | 25–20 |       |       | 75–52 | Relatório |

### Grupo C
|     |                  |     | Jogos | Jogos | Jogos | Resultados | Resultados | Resultados | Resultados | Resultados | Resultados | Sets | Sets | Sets  | Pontos | Pontos | Pontos |
| Pos | Equipe           | Pts | T     | V     | D     | 3–0        | 3–1        | 3–2        | 2–3        | 1–3        | 0–3        | V    | P    | R     | V      | P      | R      |
| --- | ---------------- | --- | ----- | ----- | ----- | ---------- | ---------- | ---------- | ---------- | ---------- | ---------- | ---- | ---- | ----- | ------ | ------ | ------ |
| 1   | Suntory Sunbirds | 9   | 3     | 3     | 0     | 2          | 1          | 0          | 0          | 0          | 0          | 9    | 1    | 9,000 | 243    | 182    | 1.335  |
| 2   | Bayankhongor VC  | 4   | 3     | 1     | 2     | 1          | 0          | 0          | 1          | 1          | 0          | 6    | 6    | 1,000 | 262    | 263    | 0.996  |
| 3   | Diamond Food VC  | 3   | 3     | 1     | 2     | 0          | 1          | 0          | 0          | 0          | 2          | 3    | 7    | 0.429 | 211    | 228    | 0.925  |
| 4   | Khaybal Club     | 2   | 3     | 1     | 2     | 0          | 0          | 1          | 0          | 1          | 1          | 4    | 8    | 0.500 | 245    | 288    | 0.851  |

| Data   | Hora  |                  | Placar |                  | Set 1 | Set 2 | Set 3 | Set 4 | Set 5 | Total   | Relatório |
| ------ | ----- | ---------------- | ------ | ---------------- | ----- | ----- | ----- | ----- | ----- | ------- | --------- |
| 14 mai | 11:30 | Bayankhongor VC  | 2–3    | Khaybal Club     | 30–28 | 17–25 | 25–20 | 27–29 | 15–17 | 114–119 | Relatório |
| 14 mai | 16:30 | Diamond Food VC  | 0–3    | Suntory Sunbirds | 17–25 | 24–26 | 19–25 |       |       | 60–76   | Relatório |
| 15 mai | 11:30 | Bayankhongor VC  | 1–3    | Suntory Sunbirds | 11–25 | 18–25 | 25–17 | 19–25 |       | 73–92   | Relatório |
| 15 mai | 16:30 | Khaybal Club     | 1–3    | Diamond Food VC  | 26–24 | 17–25 | 13–25 | 21–25 |       | 77–99   | Relatório |
| 16 mai | 11:30 | Suntory Sunbirds | 3–0    | Khaybal Club     | 25–17 | 25–17 | 25–15 |       |       | 75–49   | Relatório |
| 16 mai | 16:30 | Bayankhongor VC  | 3–0    | Diamond Food VC  | 25–19 | 25–18 | 25–15 |       |       | 75–52   | Relatório |

### Grupo D
|     |                         |     | Jogos | Jogos | Jogos | Resultados | Resultados | Resultados | Resultados | Resultados | Resultados | Sets | Sets | Sets  | Pontos | Pontos | Pontos |
| Pos | Equipe                  | Pts | T     | V     | D     | 3–0        | 3–1        | 3–2        | 2–3        | 1–3        | 0–3        | V    | P    | R     | V      | P      | R      |
| --- | ----------------------- | --- | ----- | ----- | ----- | ---------- | ---------- | ---------- | ---------- | ---------- | ---------- | ---- | ---- | ----- | ------ | ------ | ------ |
| 1   | Police Volleyball Qatar | 9   | 3     | 3     | 0     | 2          | 1          | 0          | 0          | 0          | 0          | 9    | 1    | 9,000 | 247    | 178    | 1.388  |
| 2   | Kuwait Club             | 6   | 3     | 2     | 1     | 1          | 1          | 0          | 0          | 0          | 1          | 6    | 4    | 1.500 | 202    | 236    | 0.856  |
| 3   | Atyrau VC               | 3   | 3     | 1     | 2     | 1          | 0          | 0          | 0          | 1          | 1          | 4    | 6    | 0.667 | 238    | 221    | 1.077  |
| 4   | Aspiring VT             | 0   | 3     | 0     | 3     | 0          | 0          | 0          | 0          | 1          | 2          | 1    | 9    | 0.111 | 173    | 225    | 0.769  |

| Data   | Hora  |                         | Placar |             | Set 1 | Set 2 | Set 3 | Set 4 | Set 5 | Total | Relatório |
| ------ | ----- | ----------------------- | ------ | ----------- | ----- | ----- | ----- | ----- | ----- | ----- | --------- |
| 14 mai | 14:00 | Police Volleyball Qatar | 3–1    | Atyrau VC   | 25–19 | 25–22 | 22–25 | 25–23 |       | 97–89 | Relatório |
| 14 mai | 19:00 | Aspiring VT             | 1–3    | Kuwait Club | 17–25 | 25–0  | 22–25 | 23–25 |       | 87–75 | Relatório |
| 15 mai | 14:00 | Police Volleyball Qatar | 3–0    | Kuwait Club | 25–17 | 25–14 | 25–14 |       |       | 75–45 | Relatório |
| 15 mai | 19:00 | Atyrau VC               | 3–0    | Aspiring VT | 25–11 | 25–20 | 25–11 |       |       | 75–42 | Relatório |
| 16 mai | 14:00 | Police Volleyball Qatar | 3–0    | Aspiring VT | 25–16 | 25–6  | 25–22 |       |       | 75–44 | Relatório |
| 16 mai | 19:00 | Kuwait Club             | 3–0    | Atyrau VC   | 30–28 | 27–25 | 25–21 |       |       | 82–74 | Relatório |

## Fase classificatória
- Os resultados e os pontos das partidas entre as mesmas equipes que se enfrentaram na fase preliminar serão levados em consideração para a fase classificatória.

|  | Classificado para as semifinais                 |
|  | Classificado para a disputa do 5º ao 8º lugar   |
|  | Classificado para a disputa do 9º ao 12º lugar  |
|  | Classificado para a disputa do 13º ao 16º lugar |

### Grupo E
|     |                             |     | Jogos | Jogos | Jogos | Resultados | Resultados | Resultados | Resultados | Resultados | Resultados | Sets | Sets | Sets  | Pontos | Pontos | Pontos |
| Pos | Equipe                      | Pts | T     | V     | D     | 3–0        | 3–1        | 3–2        | 2–3        | 1–3        | 0–3        | V    | P    | R     | V      | P      | R      |
| --- | --------------------------- | --- | ----- | ----- | ----- | ---------- | ---------- | ---------- | ---------- | ---------- | ---------- | ---- | ---- | ----- | ------ | ------ | ------ |
| 1   | Suntory Sunbirds            | 9   | 3     | 3     | 0     | 2          | 1          | 0          | 0          | 0          | 0          | 9    | 1    | 9,000 | 244    | 190    | 1.284  |
| 2   | Jakarta Bhayangkara Presisi | 6   | 3     | 2     | 1     | 1          | 1          | 0          | 0          | 0          | 1          | 6    | 4    | 1.500 | 235    | 216    | 1.088  |
| 3   | Incheon Korean Air Jumbos   | 3   | 3     | 1     | 2     | 0          | 1          | 0          | 0          | 1          | 1          | 4    | 7    | 0.571 | 247    | 258    | 0.957  |
| 4   | Bayankhongor VC             | 0   | 3     | 0     | 3     | 0          | 0          | 0          | 0          | 2          | 1          | 2    | 9    | 0.222 | 202    | 264    | 0.765  |

| Data   | Hora  |                             | Placar |                  | Set 1 | Set 2 | Set 3 | Set 4 | Set 5 | Total | Relatório |
| ------ | ----- | --------------------------- | ------ | ---------------- | ----- | ----- | ----- | ----- | ----- | ----- | --------- |
| 18 mai | 11:30 | Jakarta Bhayangkara Presisi | 3–0    | Bayankhongor VC  | 25–19 | 25–15 | 25–14 |       |       | 75–48 | Relatório |
| 18 mai | 11:30 | Incheon Korean Air Jumbos   | 0–3    | Suntory Sunbirds | 21–25 | 19–25 | 19–25 |       |       | 59–75 | Relatório |
| 19 mai | 11:30 | Incheon Korean Air Jumbos   | 3–1    | Bayankhongor VC  | 25–21 | 22–25 | 25–16 | 25–19 |       | 97–81 | Relatório |
| 19 mai | 14:00 | Jakarta Bhayangkara Presisi | 0–3    | Suntory Sunbirds | 25–27 | 15–25 | 18–25 |       |       | 58–77 | Relatório |

### Grupo F
|     |                         |     | Jogos | Jogos | Jogos | Resultados | Resultados | Resultados | Resultados | Resultados | Resultados | Sets | Sets | Sets  | Pontos | Pontos | Pontos |
| Pos | Equipe                  | Pts | T     | V     | D     | 3–0        | 3–1        | 3–2        | 2–3        | 1–3        | 0–3        | V    | P    | R     | V      | P      | R      |
| --- | ----------------------- | --- | ----- | ----- | ----- | ---------- | ---------- | ---------- | ---------- | ---------- | ---------- | ---- | ---- | ----- | ------ | ------ | ------ |
| 1   | Police Volleyball Qatar | 8   | 3     | 3     | 0     | 2          | 0          | 1          | 0          | 0          | 0          | 9    | 2    | 4.500 | 259    | 211    | 1.227  |
| 2   | Shahdab Yazd            | 7   | 3     | 2     | 1     | 2          | 0          | 0          | 1          | 0          | 0          | 8    | 3    | 2.667 | 255    | 222    | 1.149  |
| 3   | South Gas SC            | 3   | 3     | 1     | 2     | 1          | 0          | 0          | 0          | 0          | 2          | 3    | 6    | 0.500 | 190    | 211    | 0.900  |
| 4   | Kuwait Club             | 0   | 3     | 0     | 3     | 0          | 0          | 0          | 0          | 0          | 3          | 0    | 9    | 0,000 | 165    | 225    | 0.733  |

| Data   | Hora  |              | Placar |                         | Set 1 | Set 2 | Set 3 | Set 4 | Set 5 | Total   | Relatório |
| ------ | ----- | ------------ | ------ | ----------------------- | ----- | ----- | ----- | ----- | ----- | ------- | --------- |
| 18 mai | 16:30 | South Gas SC | 0–3    | Police Volleyball Qatar | 21–25 | 17–25 | 23–25 |       |       | 61–75   | Relatório |
| 18 mai | 16:30 | Shahdab Yazd | 3–0    | Kuwait Club             | 25–16 | 25–20 | 25–23 |       |       | 75–59   | Relatório |
| 19 mai | 11:30 | South Gas SC | 3–0    | Kuwait Club             | 25–21 | 25–21 | 25–19 |       |       | 75–61   | Relatório |
| 19 mai | 16:30 | Shahdab Yazd | 2–3    | Police Volleyball Qatar | 20–25 | 25–22 | 25–22 | 23–25 | 12–15 | 105–109 | Relatório |

### Grupo G
|     |                 |     | Jogos | Jogos | Jogos | Resultados | Resultados | Resultados | Resultados | Resultados | Resultados | Sets | Sets | Sets  | Pontos | Pontos | Pontos |
| Pos | Equipe          | Pts | T     | V     | D     | 3–0        | 3–1        | 3–2        | 2–3        | 1–3        | 0–3        | V    | P    | R     | V      | P      | R      |
| --- | --------------- | --- | ----- | ----- | ----- | ---------- | ---------- | ---------- | ---------- | ---------- | ---------- | ---- | ---- | ----- | ------ | ------ | ------ |
| 1   | Al-Ahli Bahrain | 9   | 3     | 3     | 0     | 3          | 0          | 0          | 0          | 0          | 0          | 9    | 0    | MAX   | 237    | 194    | 1.222  |
| 2   | Canberra Heat   | 6   | 3     | 2     | 1     | 0          | 2          | 0          | 0          | 0          | 1          | 6    | 5    | 1.200 | 250    | 253    | 0.988  |
| 3   | Diamond Food VC | 3   | 3     | 1     | 2     | 0          | 1          | 0          | 0          | 1          | 1          | 4    | 7    | 0.571 | 257    | 251    | 1.024  |
| 4   | Khaybal Club    | 0   | 3     | 0     | 3     | 0          | 0          | 0          | 0          | 2          | 1          | 2    | 9    | 0.222 | 231    | 277    | 0.834  |

| Data   | Hora  |                 | Placar |                 | Set 1 | Set 2 | Set 3 | Set 4 | Set 5 | Total | Relatório |
| ------ | ----- | --------------- | ------ | --------------- | ----- | ----- | ----- | ----- | ----- | ----- | --------- |
| 18 mai | 14:00 | Canberra Heat   | 3–1    | Diamond Food VC | 28–26 | 21–25 | 25–23 | 25–22 |       | 99–96 | Relatório |
| 18 mai | 19:00 | Al-Ahli Bahrain | 3–0    | Khaybal Club    | 25–20 | 37–35 | 25–17 |       |       | 87–72 | Relatório |
| 19 mai | 16:30 | Canberra Heat   | 3–1    | Khaybal Club    | 25–18 | 16–25 | 25–16 | 25–23 |       | 91–82 | Relatório |
| 19 mai | 19:00 | Al-Ahli Bahrain | 3–0    | Diamond Food VC | 25–19 | 25–23 | 25–20 |       |       | 75–62 | Relatório |

### Grupo H
|     |               |     | Jogos | Jogos | Jogos | Resultados | Resultados | Resultados | Resultados | Resultados | Resultados | Sets | Sets | Sets  | Pontos | Pontos | Pontos |
| Pos | Equipe        | Pts | T     | V     | D     | 3–0        | 3–1        | 3–2        | 2–3        | 1–3        | 0–3        | V    | P    | R     | V      | P      | R      |
| --- | ------------- | --- | ----- | ----- | ----- | ---------- | ---------- | ---------- | ---------- | ---------- | ---------- | ---- | ---- | ----- | ------ | ------ | ------ |
| 1   | Atyrau VC     | 9   | 3     | 3     | 0     | 1          | 2          | 0          | 0          | 0          | 0          | 9    | 2    | 4.500 | 284    | 232    | 1.224  |
| 2   | Taichung Bank | 6   | 3     | 2     | 1     | 2          | 0          | 0          | 0          | 1          | 0          | 7    | 3    | 2.333 | 257    | 211    | 1.218  |
| 3   | Kam Air VC    | 3   | 3     | 1     | 2     | 1          | 0          | 0          | 0          | 1          | 1          | 4    | 6    | 0.667 | 209    | 225    | 0.929  |
| 4   | Aspiring VT   | 0   | 3     | 0     | 3     | 0          | 0          | 0          | 0          | 0          | 3          | 0    | 9    | 0,000 | 143    | 225    | 0.636  |

| Data   | Hora  |               | Placar |             | Set 1 | Set 2 | Set 3 | Set 4 | Set 5 | Total   | Relatório |
| ------ | ----- | ------------- | ------ | ----------- | ----- | ----- | ----- | ----- | ----- | ------- | --------- |
| 18 mai | 14:00 | Taichung Bank | 3–0    | Aspiring VT | 25–16 | 25–19 | 25–14 |       |       | 75–49   | Relatório |
| 18 mai | 19:00 | Kam Air VC    | 1–3    | Atyrau VC   | 16–25 | 25–23 | 23–25 | 19–25 |       | 83–98   | Relatório |
| 19 mai | 14:00 | Kam Air VC    | 3–0    | Aspiring VT | 25–23 | 25–17 | 25–12 |       |       | 75–52   | Relatório |
| 19 mai | 19:00 | Taichung Bank | 1–3    | Atyrau VC   | 33–35 | 25–20 | 20–25 | 29–31 |       | 107–111 | Relatório |

## Fase final

### 13º – 16º lugar
|  | 13º – 16º lugar | 13º – 16º lugar |                 |   | 13º lugar | 13º lugar |
|  |                 |                 |                 |   |           |           |
|  |                 |                 |                 |   |           |           |
|  |                 |                 |                 |   |           |           |
|  | Diamond Food VC | 3               |                 |   |           |           |
|  | Diamond Food VC | 3               |                 |   |           |           |
|  | Aspiring VT     | 0               |                 |   |           |           |
|  | Aspiring VT     | 0               | Diamond Food VC | 3 |           |           |
|  |                 |                 | Diamond Food VC | 3 |           |           |
|  |                 | Kam Air VC      | 0               |   |           |           |
|  | Khaybal Club    | Kam Air VC      | 0               | 0 |           |           |
|  | Khaybal Club    |                 |                 | 0 |           |           |
|  | Kam Air VC      | 3               |                 |   |           |           |
|  | Kam Air VC      | 3               | 15º lugar       |   |           |           |
|  |                 |                 |                 |   |           |           |
|  |                 |                 |                 |   |           |           |
|  |                 |                 |                 |   |           |           |
|  | Aspiring VT     | 2               |                 |   |           |           |
|  | Aspiring VT     | 2               |                 |   |           |           |
|  | Khaybal Club    | 3               |                 |   |           |           |

#### 13º – 16º lugar
| Data   | Hora  |                 | Placar |             | Set 1 | Set 2 | Set 3 | Set 4 | Set 5 | Total | Relatório |
| ------ | ----- | --------------- | ------ | ----------- | ----- | ----- | ----- | ----- | ----- | ----- | --------- |
| 20 mai | 11:30 | Khaybal Club    | 0–3    | Kam Air VC  | 17–25 | 21–25 | 22–25 |       |       | 60–75 | Relatório |
| 20 mai | 14:00 | Diamond Food VC | 3–0    | Aspiring VT | 25–10 | 27–25 | 25–18 |       |       | 77–53 | Relatório |

#### 15º lugar
| Data   | Hora  |             | Placar |              | Set 1 | Set 2 | Set 3 | Set 4 | Set 5 | Total   | Relatório |
| ------ | ----- | ----------- | ------ | ------------ | ----- | ----- | ----- | ----- | ----- | ------- | --------- |
| 21 mai | 10:00 | Aspiring VT | 2–3    | Khaybal Club | 25–22 | 33–31 | 14–25 | 23–25 | 20–22 | 115–125 | Relatório |

#### 13º lugar
| Data   | Hora  |                 | Placar |            | Set 1 | Set 2 | Set 3 | Set 4 | Set 5 | Total | Relatório |
| ------ | ----- | --------------- | ------ | ---------- | ----- | ----- | ----- | ----- | ----- | ----- | --------- |
| 21 mai | 15:00 | Diamond Food VC | 3–0    | Kam Air VC | 27–25 | 25–21 | 25–20 |       |       | 77–66 | Relatório |

### 9º – 12º lugar
|  | 9º – 12º lugar  | 9º – 12º lugar |                 |   | 9º lugar | 9º lugar |
|  |                 |                |                 |   |          |          |
|  |                 |                |                 |   |          |          |
|  |                 |                |                 |   |          |          |
|  | Al-Ahli Bahrain | 3              |                 |   |          |          |
|  | Al-Ahli Bahrain | 3              |                 |   |          |          |
|  | Taichung Bank   | 0              |                 |   |          |          |
|  | Taichung Bank   | 0              | Al-Ahli Bahrain | 3 |          |          |
|  |                 |                | Al-Ahli Bahrain | 3 |          |          |
|  |                 | Atyrau VC      | 2               |   |          |          |
|  | Canberra Heat   | Atyrau VC      | 2               | 0 |          |          |
|  | Canberra Heat   |                |                 | 0 |          |          |
|  | Atyrau VC       | 3              |                 |   |          |          |
|  | Atyrau VC       | 3              | 11º lugar       |   |          |          |
|  |                 |                |                 |   |          |          |
|  |                 |                |                 |   |          |          |
|  |                 |                |                 |   |          |          |
|  | Taichung Bank   | 3              |                 |   |          |          |
|  | Taichung Bank   | 3              |                 |   |          |          |
|  | Canberra Heat   | 0              |                 |   |          |          |

#### 9º – 12º lugar
| Data   | Hora  |                 | Placar |               | Set 1 | Set 2 | Set 3 | Set 4 | Set 5 | Total | Relatório |
| ------ | ----- | --------------- | ------ | ------------- | ----- | ----- | ----- | ----- | ----- | ----- | --------- |
| 20 mai | 16:30 | Al-Ahli Bahrain | 3–0    | Taichung Bank | 25–21 | 26–24 | 25–21 |       |       | 76–66 | Relatório |
| 20 mai | 19:00 | Canberra Heat   | 0–3    | Atyrau VC     | 20–25 | 14–25 | 17–25 |       |       | 51–75 | Relatório |

#### 11º lugar
| Data   | Hora  |               | Placar |               | Set 1 | Set 2 | Set 3 | Set 4 | Set 5 | Total | Relatório |
| ------ | ----- | ------------- | ------ | ------------- | ----- | ----- | ----- | ----- | ----- | ----- | --------- |
| 21 mai | 12:30 | Taichung Bank | 3–0    | Canberra Heat | 25–22 | 25–20 | 28–26 |       |       | 78–68 | Relatório |

#### 9º lugar
| Data   | Hora  |                 | Placar |           | Set 1 | Set 2 | Set 3 | Set 4 | Set 5 | Total  | Relatório |
| ------ | ----- | --------------- | ------ | --------- | ----- | ----- | ----- | ----- | ----- | ------ | --------- |
| 21 mai | 17:30 | Al-Ahli Bahrain | 3–2    | Atyrau VC | 25–17 | 21–25 | 25–15 | 21–25 | 15–11 | 107–93 | Relatório |

### 5º – 8º lugar
|  | 5º – 8º lugar             | 5º – 8º lugar |             |   | 5º lugar | 5º lugar |
|  |                           |               |             |   |          |          |
|  |                           |               |             |   |          |          |
|  |                           |               |             |   |          |          |
|  | Incheon Korean Air Jumbos | 1             |             |   |          |          |
|  | Incheon Korean Air Jumbos | 1             |             |   |          |          |
|  | Kuwait Club               | 3             |             |   |          |          |
|  | Kuwait Club               | 3             | Kuwait Club | 3 |          |          |
|  |                           |               | Kuwait Club | 3 |          |          |
|  |                           | South Gas SC  | 2           |   |          |          |
|  | Bayankhongor VC           | South Gas SC  | 2           | 0 |          |          |
|  | Bayankhongor VC           |               |             | 0 |          |          |
|  | South Gas SC              | 3             |             |   |          |          |
|  | South Gas SC              | 3             | 7º lugar    |   |          |          |
|  |                           |               |             |   |          |          |
|  |                           |               |             |   |          |          |
|  |                           |               |             |   |          |          |
|  | Incheon Korean Air Jumbos | 3             |             |   |          |          |
|  | Incheon Korean Air Jumbos | 3             |             |   |          |          |
|  | Bayankhongor VC           | 0             |             |   |          |          |

#### 5º – 8º lugar
| Data   | Hora  |                           | Placar |              | Set 1 | Set 2 | Set 3 | Set 4 | Set 5 | Total   | Relatório |
| ------ | ----- | ------------------------- | ------ | ------------ | ----- | ----- | ----- | ----- | ----- | ------- | --------- |
| 20 mai | 11:30 | Incheon Korean Air Jumbos | 1–3    | Kuwait Club  | 26–28 | 25–21 | 32–34 | 23–25 |       | 106–108 | Relatório |
| 20 mai | 14:00 | Bayankhongor VC           | 0–3    | South Gas SC | 21–25 | 17–25 | 16–25 |       |       | 54–75   | Relatório |

#### 7º lugar
| Data   | Hora  |                           | Placar |                 | Set 1 | Set 2 | Set 3 | Set 4 | Set 5 | Total | Relatório |
| ------ | ----- | ------------------------- | ------ | --------------- | ----- | ----- | ----- | ----- | ----- | ----- | --------- |
| 21 mai | 11:30 | Incheon Korean Air Jumbos | 3–0    | Bayankhongor VC | 25–21 | 25–23 | 25–18 |       |       | 75–62 | Relatório |

#### 5º lugar
| Data   | Hora  |             | Placar |              | Set 1 | Set 2 | Set 3 | Set 4 | Set 5 | Total   | Relatório |
| ------ | ----- | ----------- | ------ | ------------ | ----- | ----- | ----- | ----- | ----- | ------- | --------- |
| 21 mai | 14:00 | Kuwait Club | 3–2    | South Gas SC | 23–25 | 29–27 | 15–25 | 25–18 | 15–11 | 107–106 | Relatório |

### Semifinais
|  | Semifinais                    | Semifinais                  |                  |   | Final | Final |
|  |                               |                             |                  |   |       |       |
|  |                               |                             |                  |   |       |       |
|  |                               |                             |                  |   |       |       |
|  | Suntory Sunbirds              | 3                           |                  |   |       |       |
|  | Suntory Sunbirds              | 3                           |                  |   |       |       |
|  | Shahdab Yazd                  | 1                           |                  |   |       |       |
|  | Shahdab Yazd                  | 1                           | Suntory Sunbirds | 3 |       |       |
|  |                               |                             | Suntory Sunbirds | 3 |       |       |
|  |                               | Jakarta Bhayangkara Presisi | 1                |   |       |       |
|  | Jakarta Bhayangkara Presisi   | Jakarta Bhayangkara Presisi | 1                | 3 |       |       |
|  | Jakarta Bhayangkara Presisi   |                             |                  | 3 |       |       |
|  | Catar Police Volleyball Qatar | 1                           |                  |   |       |       |
|  | Catar Police Volleyball Qatar | 1                           | Terceiro lugar   |   |       |       |
|  |                               |                             |                  |   |       |       |
|  |                               |                             |                  |   |       |       |
|  |                               |                             |                  |   |       |       |
|  | Shahdab Yazd                  | 1                           |                  |   |       |       |
|  | Shahdab Yazd                  | 1                           |                  |   |       |       |
|  | Police Volleyball Qatar       | 3                           |                  |   |       |       |

#### Semifinais
| Data   | Hora  |                             | Placar |                         | Set 1 | Set 2 | Set 3 | Set 4 | Set 5 | Total  | Relatório |
| ------ | ----- | --------------------------- | ------ | ----------------------- | ----- | ----- | ----- | ----- | ----- | ------ | --------- |
| 20 mai | 16:30 | Suntory Sunbirds            | 3–1    | Shahdab Yazd            | 25–22 | 23–25 | 34–32 | 25–17 |       | 107–96 | Relatório |
| 20 mai | 19:00 | Jakarta Bhayangkara Presisi | 3–1    | Police Volleyball Qatar | 11–25 | 29–27 | 25–23 | 25–23 |       | 90–98  | Relatório |

#### Terceiro lugar
| Data   | Hora  |              | Placar |                         | Set 1 | Set 2 | Set 3 | Set 4 | Set 5 | Total | Relatório |
| ------ | ----- | ------------ | ------ | ----------------------- | ----- | ----- | ----- | ----- | ----- | ----- | --------- |
| 21 mai | 16:30 | Shahdab Yazd | 1–3    | Police Volleyball Qatar | 26–24 | 16–25 | 20–25 | 19–25 |       | 81–99 | Relatório |

#### Final
| Data   | Hora  |                  | Placar |                             | Set 1 | Set 2 | Set 3 | Set 4 | Set 5 | Total  | Relatório |
| ------ | ----- | ---------------- | ------ | --------------------------- | ----- | ----- | ----- | ----- | ----- | ------ | --------- |
| 21 mai | 19:00 | Suntory Sunbirds | 3–1    | Jakarta Bhayangkara Presisi | 28–26 | 25–23 | 23–25 | 25–17 |       | 101–91 | Relatório |

## Classificação final
| Posição | Equipe                      |
| ------- | --------------------------- |
|         | Suntory Sunbirds            |
|         | Jakarta Bhayangkara Presisi |
|         | Police Volleyball Qatar     |
| 4       | Shahdab Yazd                |
| 5       | Kuwait Club                 |
| 6       | South Gas SC                |
| 7       | Incheon Korean Air Jumbos   |
| 8       | Bayankhongor VC             |
| 9       | Al-Ahli Bahrain             |
| 10      | Atyrau VC                   |
| 11      | Taichung Bank               |
| 12      | Canberra Heat               |
| 13      | Diamond Food VC             |
| 14      | Kam Air VC                  |
| 15      | Khaybal Club                |
| 16      | Aspiring VT                 |

|  | Equipe classificada para o Campeonato Mundial de Clubes de 2023 |

## Premiações
| Campeonato Asiático de Clubes de 2023 |
| Japão                                 |
| ------------------------------------- |
| Suntory Sunbirds Campeão (1.º título) |

### Individuais
Os atletas que se destacaram individualmente foramː
| - Most Valuable Player (MVP) Dmitriy Muserskiy (SUN) - Melhor oposto Amir Ghafour (SHA) - Melhor levantador Masaki Oya (SUN) - Melhor líbero Fahreza Rakha (JAK) | - Melhores ponteiros Mohammad Javad (JAK) Alain De Armas (SUN) - Melhores centrais Belal Abunabot (POL) Hendra Kurniawan (JAK) |